# Ligyrus fossor
Ligyrus fossor är en skalbaggsart som beskrevs av Pierre André Latreille 1813. Ligyrus fossor ingår i släktet Ligyrus och familjen Dynastidae. Inga underarter finns listade i Catalogue of Life.